# 110 meter häck för herrar i friidrott vid olympiska sommarspelen 2024
Herrarnas 110 meter häck vid olympiska sommarspelen 2024 avgjordes mellan den 4 och 8 augusti 2024 på Stade de France i Frankrike. 40 idrottare från 25 nationer deltog i tävlingen. Det var 30:e gången grenen fanns med i ett OS och den har funnits med i varje OS sedan 1896.

Officiell video på loppet.

Den enda titeln som saknades på Grant Holloways meritlista var OS-mästare. Vid de olympiska spelen i Tokyo gick guldet till Hansle Parchment och Holloway fick silver. Sedan 2019 hade Holloway vunnit tre raka världsmästerskap, två raka inomhusmästerskap, satt inomhusvärldsrekord och sprungit den näst snabbaste tiden i historien, bara 0,01 från Aries Merritts världsrekord. OS-bronsmedaljören Ronald Levy och silvermedaljören i VM 2022 Trey Cunningham återvände inte. Bronsmedaljören 2022 var Asier Martínez. 2023 års silvermedaljör var Parchment och Daniel Roberts var bronsmedaljör. Att komma med i det amerikanska OS-laget för herrarnas 110 meter häck är ofta svårare än att kvala till OS, vilket visas av att de fyra bästa tiderna för året var de fyra bästa tiderna i de amerikanska uttagningarna. Där sprang sju löpare 13,10 eller bättre (kvalsgränsen till OS var 13,27) var av bara tre kunde delta i OS. De enda andra idrottarna i världen som hade sprungit 13,10 eller bättre var Lorenzo Simonelli, Rachid Muratake, Enrique Llopis, Rasheed Broadbell och Shunsuke Izumiya.
I finalen fick Roberts en fantastisk start och var före de andra över det första hindret men Holloways acceleration gav honom ledningen till den andra häcken. Roberts slog i den fjärde häcken men behöll sitt försprång till Muratake på tredje plats, före en mur av häcklöpare som sprang i en linje över banan. Med de fem snabbaste häckarna i världen i fickan var Holloway långt före de andra efter halva loppet. Även om han saktade ner vid de två sista häckarna var han så långt före att han inte var utmanad om guldet. Inför det åttonde hindret låg Roberts fortfarande på andra plats men tappade mark till Broadbel som närmade sig. Roberts tog sig över det sista hindret långsamt och tryckte på mot mållinjen för att försöka hålla undan för Broadbell som nu hade kommit ikapp honom. Tidigt lutade sig både Roberts och Broadwell mot linjen medan de sprang sida vid sida mot linjen. En meter före mål lutade sig Roberts ännu mer och dök över mållinjen och föll till marken efter några steg. Det var omöjligt att se vem hade tagit silvret. Den helautomatiska tidtagningen avslöjade att Roberts hade slagit Broadbell med 0,003.
| Spel                  | Guld               | Silver             | Brons                     |
| 110 meter häck herrar | Grant Holloway USA | Daniel Roberts USA | Rasheed Broadbell Jamaica |

## Kvalificering till OS-grenen
Kvalificeringsperioden för herrarnas 110 meter häck var mellan 1 juli 2023 och 30 juni 2024. 40 idrottare kunde kvalificera sig till evenemanget, med högst tre idrottare per nation, genom att klara av kvalificeringsstandarden 13,27 sekunder eller genom sin världsranking i friidrott för denna gren. 40 idrottare deltog i tävlingen.

## Schema
Alla tider är CET.
| Datum          | Tid   | Omgång      |
| -------------- | ----- | ----------- |
| 4 augusti 2024 | 11:50 | Kval        |
| 6 augusti 2024 | 10:50 | Återkval    |
| 7 augusti 2024 | 19:05 | Semifinaler |
| 8 augusti 2024 | 21:45 | Final       |

## Rekord
Innan tävlingens start fanns följande rekord:
| Rekord           | Idrottare           | Tid (s) | Plats            | Datum            |
| ---------------- | ------------------- | ------- | ---------------- | ---------------- |
| Världsrekord     | Aries Merritt (USA) | 12,80   | Bryssel, Belgien | 7 september 2012 |
| Olympiskt rekord | Liu Xiang (CHN)     | 12,91   | Aten, Grekland   | 27 augusti 2004  |

| Område                                   | Tid (s)    | Idrottare        | Nation         |
| ---------------------------------------- | ---------- | ---------------- | -------------- |
| Afrika                                   | 13,11      | Antonio Alkana   | Nigeria        |
| Asien                                    | 12,88      | Liu Xiang        | Kina           |
| Europa                                   | 12,91      | Colin Jackson    | Storbritannien |
| Nordamerika, Centralamerika och Karibien | 12,80 0VR0 | Aries Merritt    | USA            |
| Oceanien                                 | 13,29      | Kyle Vander-Kuyp | Australien     |
| Sydamerika                               | 13,17      | Rafael Pereira   | Brasilien      |

## Resultat
Noteringarnas förklaring finns längst ner.

### Kval
De tre första i varje heat 0Q0 plus tre på tid 0q0 gick direkt till semifinal. De andra som sprang klart sina lopp gick vidare till återkval.

#### Kval 1
| Placering | Bana | Idrottare         | Nation       | Tid            | Noteringar |
| --------- | ---- | ----------------- | ------------ | -------------- | ---------- |
| 1         | 8    | Rachid Muratake   | Japan        | 13,22          | 0Q0        |
| 2         | 9    | Enrique Llopis    | Spanien      | 13,28          | 0Q0        |
| 3         | 4    | Eduardo Rodrigues | Brasilien    | 13,37          | 0Q0        |
| 4         | 6    | Manuel Mordi      | Tyskland     | 13,48          |            |
| 5         | 7    | Raphaël Mohamed   | Frankrike    | 13,61          |            |
| 6         | 3    | John Cabang       | Filippinerna | 13,66          |            |
| 7         | 5    | Jakub Szymański   | Polen        | 13,75          |            |
| 8         | 2    | Martín Sáenz      | Chile        | 13,83          |            |
|           |      |                   |              | Vind: +0,1 m/s |            |

#### Kval 2
| Placering | Bana | Idrottare            | Nation    | Tid           | Noteringar |
| --------- | ---- | -------------------- | --------- | ------------- | ---------- |
| 1         | 9    | Louis François Mendy | Senegal   | 13,31         | 0Q0        |
| 2         | 7    | Orlando Bennett      | Jamaica   | 13,35         | 0Q0        |
| 3         | 6    | Michael Obasuyi      | Belgien   | 13,41         | 0Q0        |
| 4         | 5    | Asier Martínez       | Spanien   | 13,47         |            |
| 5         | 8    | Amine Bouanani       | Algeriet  | 13,58         |            |
| 6         | 2    | Enzo Diessl          | Österrike | 13,63         |            |
| 7         | 4    | David Yefremov       | Kazakstan | 13,88         |            |
| 8         | 3    | Freddie Crittenden   | USA       | 18,27         |            |
|           |      |                      |           | Vind: 0,0 m/s |            |

#### Kval 3
| Placering | Bana | Idrottare        | Nation    | Tid            | Noteringar |
| --------- | ---- | ---------------- | --------- | -------------- | ---------- |
| 1         | 7    | Zhuoyi Xu        | Kina      | 13,40          | 0Q0        |
| 2         | 6    | Antoine Andrews  | Bahamas   | 13,43 (,421)   | 0Q0        |
| 3         | 3    | Daniel Roberts   | USA       | 13.43 (,423)   | 0Q0        |
| 4         | 2    | Milan Trajkovic  | Cypern    | 13,43 (,425)   | 0q0        |
| 5         | 8    | Hansle Parchment | Jamaica   | 13,43 (,430)   | 0q0        |
| 6         | 4    | Rafael Pereira   | Brasilien | 13,47          |            |
| 7         | 5    | Craig Thorne     | Kanada    | 13,60          |            |
| 8         | 9    | Krzysztof Kiljan | Polen     | 13,67          |            |
|           |      |                  |           | Vind: +1,1 m/s |            |

#### Kval 4
| Placering | Bana | Idrottare         | Nation         | Tid            | Noteringar |
| --------- | ---- | ----------------- | -------------- | -------------- | ---------- |
| 1         | 6    | Jason Joseph      | Schweiz        | 13,26          | 0Q0        |
| 2         | 7    | Lorenzo Simonelli | Italien        | 13,27 (,263)   | 0Q0        |
| 3         | 9    | Shunsuke Izumiya  | Japan          | 13,27 (,270)   | 0Q0        |
| 4         | 5    | Tade Ojora        | Storbritannien | 13,35          | 0q0        |
| 5         | 8    | Wilhelm Belocian  | Frankrike      | 13,48          |            |
| 6         | 2    | Liu Junxi         | Kina           | 13,54          |            |
| 7         | 3    | Elie Bacari       | Belgien        | 13,66          |            |
| 8         | 4    | Damian Czykier    | Polen          | 13,99          |            |
|           |      |                   |                | Vind: +0,3 m/s |            |

#### Kval 5
| Placering | Bana | Idrottare         | Nation     | Tid            | Noteringar |
| --------- | ---- | ----------------- | ---------- | -------------- | ---------- |
| 1         | 6    | Grant Holloway    | USA        | 13,01          | 0Q0        |
| 2         | 8    | Rasheed Broadbell | Jamaica    | 13,42          | 0Q0        |
| 3         | 9    | Sasha Zhoya       | Frankrike  | 13,43          | 0Q0        |
| 4         | 5    | Shunya Takayama   | Japan      | 13,46          |            |
| 5         | 2    | Tayleb Willis     | Australien | 13,63          |            |
| 6         | 3    | Qin Weibo         | Kina       | 13,64          |            |
| 7         | 4    | Elmo Lakka        | Finland    | 13,84          |            |
| –         | 7    | Yaqoub Al-Youha   | Kuwait     |                | 0DNF0      |
|           |      |                   |            | Vind: +0,7 m/s |            |

### Återkval
De två första i varje heat 0Q0 gick vidare till semifinal.

#### Återkval 1
| Placering | Bana | Idrottare          | Nation    | Tid            | Noteringar |
| --------- | ---- | ------------------ | --------- | -------------- | ---------- |
| 1         | 2    | Freddie Crittenden | USA       | 13,42          | 0Q0        |
| 2         | 5    | Asier Martínez     | Spanien   | 13,46          | 0Q0        |
| 3         | 8    | Liu Junxi          | Kina      | 13,52          |            |
| 4         | 7    | Enzo Diessl        | Österrike | 13,56          |            |
| 5         | 4    | Craig Thorne       | Kanada    | 13,62          |            |
| 6         | 6    | Krzysztof Kiljan   | Polen     | 13,73          |            |
| 7         | 3    | Elmo Lakka         | Finland   | 13,75          |            |
|           |      |                    |           | Vind: +0,2 m/s |            |

#### Återkval 2
| Placering | Bana | Idrottare       | Nation       | Tid            | Noteringar |
| --------- | ---- | --------------- | ------------ | -------------- | ---------- |
| 1         | 3    | Rafael Pereira  | Brasilien    | 13,54 (,536)   | 0Q0        |
| 2         | 7    | Raphaël Mohamed | Frankrike    | 13,54 (,538)   | 0Q0        |
| 3         | 6    | Amine Bouanani  | Algeriet     | 13,54 (,539)   |            |
| 4         | 5    | Manuel Mordi    | Tyskland     | 13,55          |            |
| 5         | 4    | Damian Czykier  | Polen        | 13,71          |            |
| –         | 2    | David Yefremov  | Kazakstan    |                | 0DSQ0      |
| –         | 8    | John Cabang     | Filippinerna |                | 0DNS0      |
|           |      |                 |              | Vind: -0,5 m/s |            |

#### Återkval 3
| Placering | Bana | Idrottare       | Nation     | Tid            | Noteringar |
| --------- | ---- | --------------- | ---------- | -------------- | ---------- |
| 1         | 3    | Weibo Qin       | Kina       | 13,44          | 0Q0        |
| 2         | 2    | Wilhem Belocian | Frankrike  | 13,45 (,445)   | 0Q0        |
| 3         | 7    | Shunya Takayama | Japan      | 13,45 (,450)   |            |
| 4         | 5    | Jakub Szymański | Polen      | 13,63          |            |
| 5         | 6    | Tayleb Willis   | Australien | 13,67          |            |
| 6         | 8    | Martín Sáenz    | Chile      | 13,95          |            |
| 7         | 4    | Elie Bacari     | Belgien    | 14,13          |            |
|           |      |                 |            | Vind: -1,1 m/s |            |

### Semifinaler
De två första i varje lopp 0Q0 plus två på tid 0q0 gick vidare till finalen.

#### Semifinal 1
| Placering | Bana | Idrottare        | Nation    | Tid            | Noteringar |
| --------- | ---- | ---------------- | --------- | -------------- | ---------- |
| 1         | 6    | Grant Holloway   | USA       | 12,98          | 0Q0        |
| 2         | 5    | Enrique Llopis   | Spanien   | 13,17          | 0Q0        |
| 3         | 3    | Hansle Parchment | Jamaica   | 13,19          | 0q0        |
| 4         | 4    | Rachid Muratake  | Japan     | 13,26          | 0q0        |
| 5         | 8    | Michael Obasuyi  | Belgien   | 13,36          |            |
| 6         | 2    | Qin Weibo        | Kina      | 13,41 (,408)   |            |
| 7         | 9    | Raphaël Mohamed  | Frankrike | 13,41 (,410)   |            |
| 8         | 7    | Antoine Andrews  | Bahamas   | 13,48          |            |
|           |      |                  |           | Vind: +0,1 m/s |            |

#### Semifinal 2
| Placering | Bana | Idrottare            | Nation         | Tid            | Noteringar |
| --------- | ---- | -------------------- | -------------- | -------------- | ---------- |
| 1         | 6    | Rasheed Broadbell    | Jamaica        | 13,21          | 0Q0        |
| 2         | 2    | Freddie Crittenden   | USA            | 13,23          | 0Q0        |
| 3         | 4    | Louis François Mendy | Senegal        | 13,34 (,334)   |            |
| 4         | 8    | Sasha Zhoya          | Frankrike      | 13,34 (,334)   |            |
| 5         | 7    | Lorenzo Simonelli    | Italien        | 13,40          |            |
| 6         | 5    | Jason Joseph         | Schweiz        | 13,44          |            |
| 7         | 3    | Tade Ojora           | Storbritannien | 13,47          |            |
| 8         | 9    | Rafael Pereira       | Brasilien      | 13,87          |            |
|           |      |                      |                | Vind: -0,1 m/s |            |

#### Semifinal 3
| Placering | Bana | Idrottare        | Nation    | Tid            | Noteringar |
| --------- | ---- | ---------------- | --------- | -------------- | ---------- |
| 1         | 7    | Orlando Bennett  | Jamaica   | 13,09          | 0Q0 PB0    |
| 2         | 3    | Daniel Roberts   | USA       | 13,10          | 0Q0        |
| 3         | 5    | Shunsuke Izumiya | Japan     | 13,32 (,316)   |            |
| 3         | 3    | Milan Trajkovic  | Cypern    | 13,32 (,316)   |            |
| 5         | 2    | Asier Martínez   | Spanien   | 13,35          |            |
| 6         | 6    | Eduardo de Deus  | Brasilien | 13,43          |            |
| 7         | 4    | Xu Zhuoyi        | Kina      | 13,48          |            |
| 8         | 9    | Wilhem Belocian  | Frankrike | 13,52          |            |
|           |      |                  |           | Vind: +0,6 m/s |            |

### Final
| Placering | Bana   | Idrottare          | Nation  | Tid            | Notering       |
| --------- | ------ | ------------------ | ------- | -------------- | -------------- |
| 1         | 6      | Grant Holloway     | USA     | 12,99          |                |
| 2         | 2      | Daniel Roberts     | USA     | 13,09 (,085)   |                |
| 3         | 7      | Rasheed Broadbell  | Jamaica | 13,09 (,088)   |                |
| 4         | 3      | Enrique Llopis     | Spanien | 13,20          |                |
| 5         | 9      | Rachid Muratake    | Japan   | 13,21          |                |
| 6         | 8      | Freddie Crittenden | USA     | 13,32          |                |
| 7         | 7      | Orlando Bennett    | Jamaica | 13,34          |                |
| 8         | 2      | Hansle Parchment   | Jamaica | 13,39          |                |
| Källa:    | Källa: | Källa:             | Källa:  | Vind: -0,1 m/s | Vind: -0,1 m/s |